# Мишнево (сільське поселення село Радгосп імені Леніна)
Мишнево (рос. Мишнево) — присілок в Дзержинському районі Калузької області Російської Федерації.
Населення становить 32 особи. Входить до складу муніципального утворення Село Радгосп імені Леніна.

## Історія
Від 2004 року входить до складу муніципального утворення Село Радгосп імені Леніна.

## Населення
| 2002 | 2010 |
| ---- | ---- |
| 23   | ↗32  |